# Dammarie-sur-Loing
Dammarie-sur-Loing är en kommun i departementet Loiret i regionen Centre-Val de Loire strax norr Frankrikes mitt. Kommunen ligger i kantonen Châtillon-Coligny som tillhör arrondissementet Montargis. År 2022 hade Dammarie-sur-Loing 460 invånare.

## Befolkningsutveckling
Antalet invånare i kommunen Dammarie-sur-Loing
| Referens: INSEE |